# Raimund von Penyafort

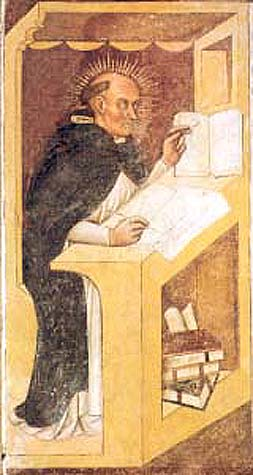
Raimund von Penyafort

Raimund von Penyafort (auch Raymund; auch Peñafort, Peñaforte oder Pennaforte; lat. Raymundus de Pennafort(e), katal. Ramon de Penyafort, span. Raimundo de Peñafort; * um 1175 auf der elterlichen Burg Pennafort im Hohen Penedès in der damaligen Grenzmark der Grafschaft Barcelona, heute innerhalb der Ortschaft Santa Margarida i els Monjos gelegen; † 6. Januar 1275 in Barcelona) war ein bedeutender Kanonist und dritter Ordensmeister der Dominikaner.

## Leben

### Studien

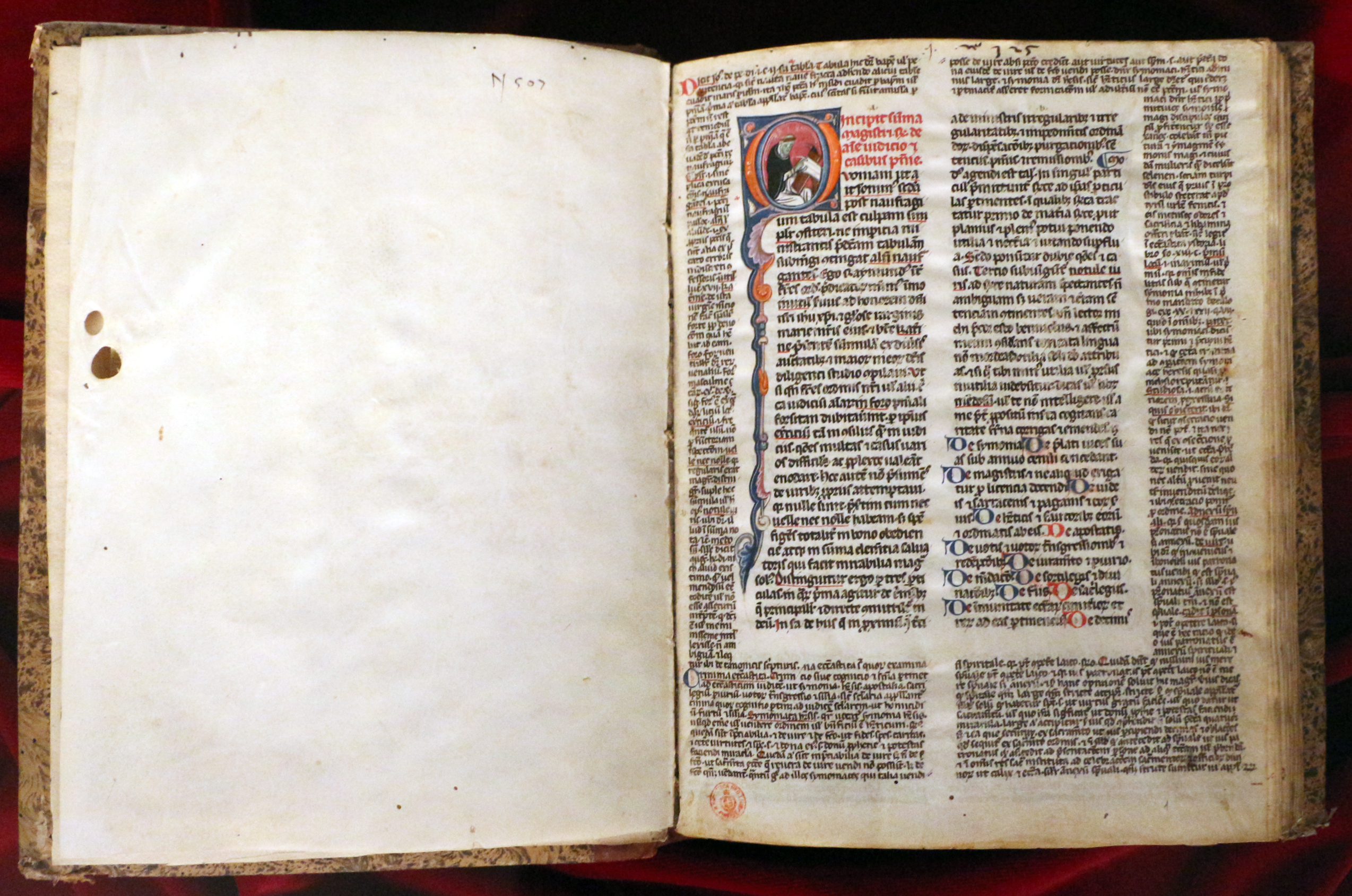
Summa de Casibus Poenitentiae, 1280–90 circa, Biblioteca Medicea Laurenziana, Florenz

Raimund studierte in Barcelona Philosophie und in Bologna Rechtswissenschaften. Danach wurde er im Jahr 1195 Professor für Kanonisches Recht. Seine Studien vollendete er ab 1210 an der berühmten Rechtsschule am Ort. Dort hatte er für drei Jahre einen Lehrstuhl für kanonisches Recht und veröffentlichte eine Abhandlung über kirchliche Rechtsprechung, die bis heute in der Vatikanischen Bibliothek aufbewahrt wird.

### Kanoniker, Ordensmann und Kanonist
Im Jahre 1220 kehrte Raimund von Penyafort in seine Heimat zurück und wurde Kanoniker an der Kathedrale zu Barcelona. Zwei Jahre darauf verfasste er nach Gebot der Gottesmutter für den heiligen Petrus Nolascus die Konstitutionen des Mercedarierordens, der den Loskauf von Gefangenen aus mohammedanischer Gefangenschaft zum Ziel hatte. Die Mitglieder dieses geistlichen Ritterordens, der in Deutschland auch „Orden der Gnade“ genannt wurde, lebten im Zölibat. Sie sandten besondere Mitglieder, sogenannte „Redemptores“ („Erlöser“) zu den Muslimen, um christliche Sklaven freizukaufen.
Durch die Predigten Reginalds, des Priors der Dominikaner in Bologna, wurde Raimund auf den Orden aufmerksam. Nach seiner Rückkehr nach Barcelona im Jahr 1222 trat er den Dominikanern bei. Nach dem Noviziat (1223–1229) lehrte er an Hochschulen seines Ordens. Auf Bitten seiner Ordensoberen veröffentlichte Raimund seine Summa Casuum. Papst Gregor IX. (1227–1241) berief ihn um 1230 nach Rom. Er erhielt den Auftrag, die päpstlichen Dekretalen, die sich über die Jahrhunderte angesammelt hatten, durchzusehen und zu ordnen. Raimund erarbeitete daraufhin den Liber Extra, eine Dekretalensammlung, die zur Grundlage der kirchlichen Rechtsprechung wurde. In der Bulle Rex pacificus vom 5. September 1234 wies der Papst Gregor IX. alle Rechtsgelehrten der Kirche an, nur noch dieses Werk als verbindliche Grundlage zu verwenden. Größere Verbreitung fand das von Raimund von Penyafort um 1238 verfasste Werk für Beichtväter, die Summa de paenitentia et matrimonio.

### Ordensgeneral
Die Ernennung zum Erzbischof von Tarragona schlug Raimund aus. Nach seiner Rückkehr nach Spanien wurde er 1238 Ordensgeneral, resignierte jedoch zwei Jahre später. Während seiner Amtszeit veröffentlichte er eine überarbeitete Version der Dominikanischen Konstitutionen. Auf seine Anregung hin schrieb der heilige Thomas von Aquin das Werk Summa contra gentiles („Summe gegen die Heiden“), in dem er die nicht-christliche Philosophie der Muslime und der Heiden mit Argumenten der Vernunft zu widerlegen versucht.
1238 bis 1240 war Raimund Ordensmeister der Dominikaner, also zweiter Nachfolger des hl. Dominikus. Während seiner Amtszeit kodifizierte er die strengen Konstitutionen, die bis zum Dekret über die zeitgemäße Erneuerung des Ordenslebens, das vom Zweiten Vatikanischen Konzil formuliert wurde, substantiell in Kraft blieben. Alle Reformen des Ordens hatten immer wieder die Einhaltung dieser Konstitutionen zum Ziel.
Ein Missionserlass des aragonischen Königs von 1242 dürfte auf den Rat von Raymund von Penyafort zurückgehen: In diesem werden Juden und Muslime zur regelmäßigen Teilnahme an Predigten verpflichtet, die sie zum katholischen Glauben führten sollten. Auch bewegte er den König, die Inquisition in seinem Königreich wirken zu lassen.

### Berater des Königs

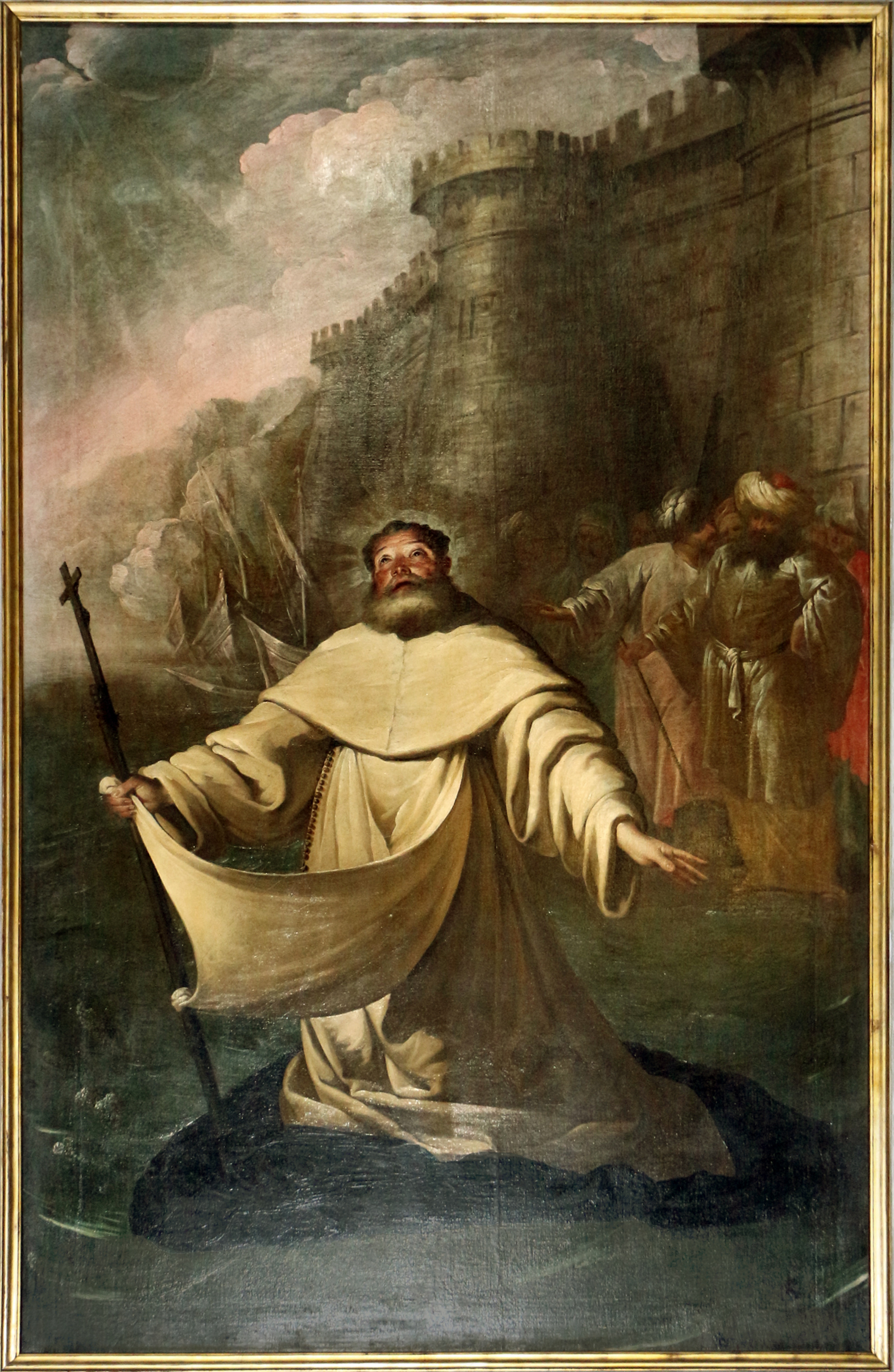
Raimund von Penyafort verlässt Mallorca auf seinem Mantel segelnd in Richtung Barcelona, nachdem der König ihn nicht weglassen wollte. Gemälde von Pietro Ricchi.

1242 kehrte Raimund nach Barcelona zurück und wurde Berater des Königs Jakob I. von Aragon, den Eroberer (1213–1276). Dieser brachte Mallorca (1229–1230), Menorca (1232), Ibiza (1235) und Valencia (1232–1238) an Aragon. Da er aber einer Konkubine allzu sehr ergeben war, wollte Raimund ihn während eines Aufenthaltes auf Mallorca verlassen. Der König verbot es. Da segelte Raimund auf seiner ausgebreiteten Capa von der Insel hinüber ans Festland nach Barcelona. Der König folgte dem Heiligen zu Schiff und fügte sich von da an dessen Rat.

### Mission
Gemeinsam mit dem Franziskaner-Terziaren Raimundus Lullus trat Raimund von Penyafort für die Mission unter Juden und Muslimen ein. Raimund von Penyafort führte den Unterricht von Arabisch und Hebräisch in mehreren Klöstern des Ordens ein. Bereits 1256 verzeichnete er zehntausend getaufte Sarazenen. Raimundus Lullus, der 1232 oder 1233 in Palma geboren wurde, führte dieses Werk nach Raimunds Tod weiter.
Die Verehrung der Gottesmutter Maria war ihm ein großes Anliegen. Raimund stand bei seinen Zeitgenossen in höchstem Ansehen. In der gesamten Christenheit wurden seine Gelehrsamkeit und Weisheit gerühmt. Vom 20. bis 24. Juli des Jahres 1263 organisierte er eine Disputation zwischen jüdischen und christlichen Denkern, die als Disputation von Barcelona bekannt wurde.
Raimund war etwa 100 Jahre alt, als er am 6. Januar 1275 in Barcelona geschwächt durch Bußwerke, Arbeiten und Gebrechen starb. Es sollen sich an seinem Grab etliche Wunder ereignet haben: so soll Staub, der aus dem Grab rieselte, vielen Kranken ihre Genesung bewirkt haben.
In Freiburg im Breisgau setzte Johannes von Freiburg sein Werk fort (Auszüge, Kommentare).

### Verehrung

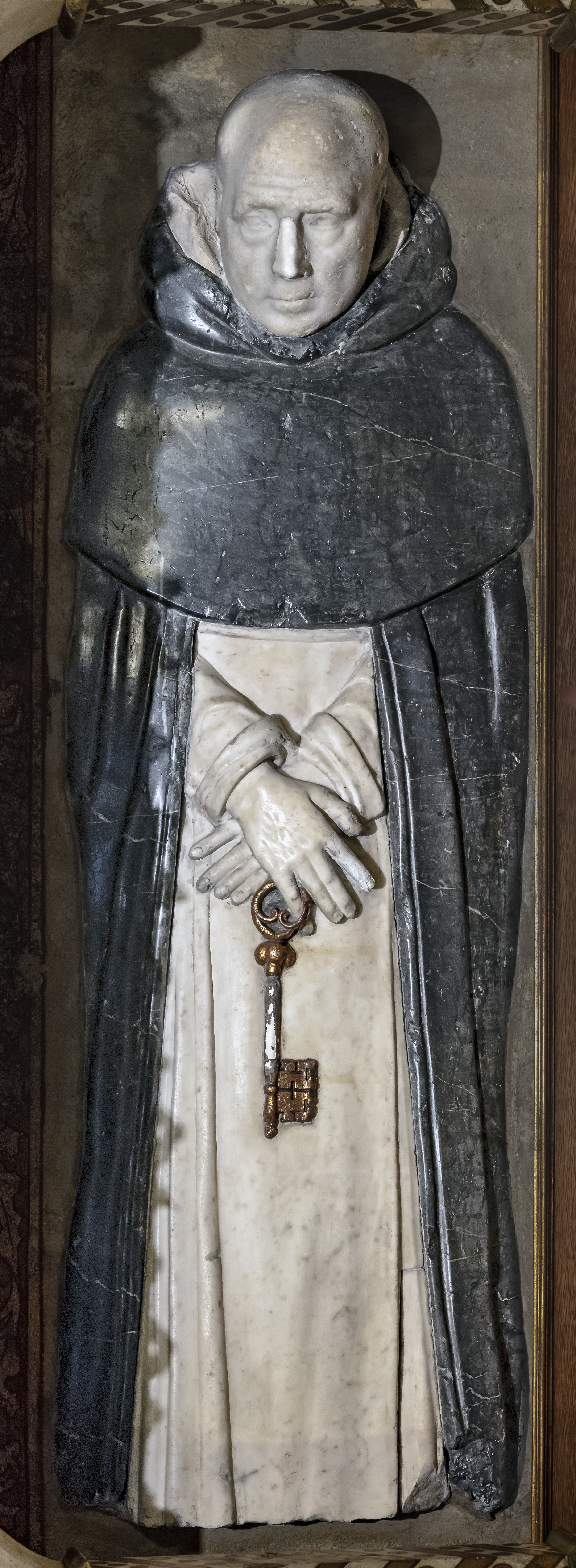
Grabplastik

Die Reliquien Raimunds wurden in der gotischen Kathedrale von Barcelona beigesetzt. Papst Clemens VIII. sprach ihn am 29. April 1601 heilig. Er ist Patron der Kanonisten (Kirchenrechtsgelehrten), Rechts- und Staatsanwälte sowie der Bibliothekare für medizinische Literatur. Außerdem ist er Patron Barcelonas und des Königreichs Navarra. Sein Gedenktag im Allgemeinen Römischen Kalender ist der 7. Januar.

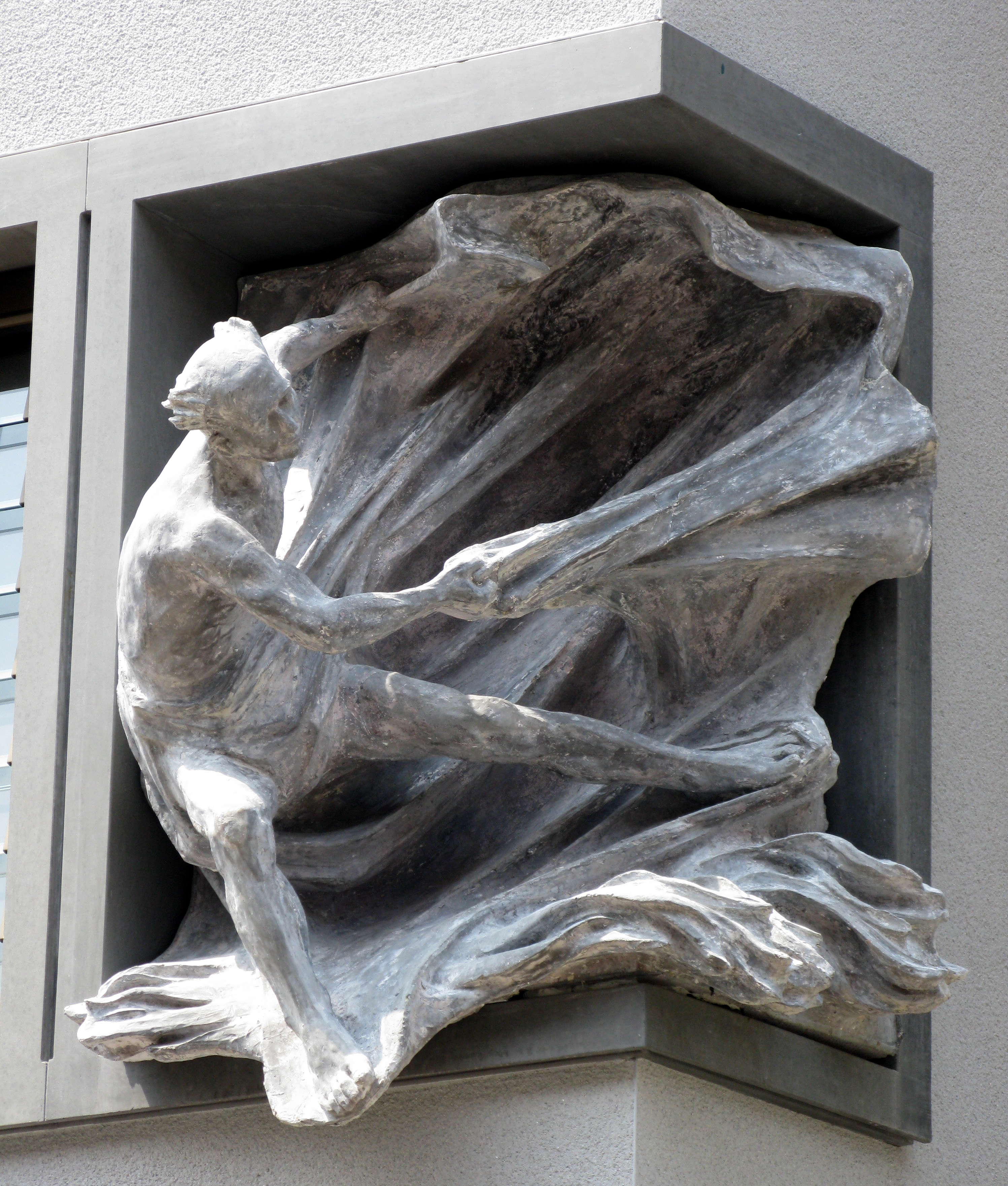
Betonplastik des Heiligen Raimund an der Fassade des Offizialates der Erzdiözese Freiburg, geschaffen von Wolfgang Eckert

Die einzige dem heiligen Raimund gewidmete Kirche im deutschsprachigen Raum ist die 1721 geweihte Pfarrkirche Breitenberg im Landkreis Passau. Das ungewöhnliche Patrozinium ist auf den damaligen Fürstbischof von Passau Raymund Ferdinand von Rabatta zurückzuführen.

## Werke
- Summula Raymundi : brevissimo compendio sacramentorum alta complectens misteria, de sortilegis, symonia, furto, rapina, usura, etquam variis casibus ... resolutiones abunde tradens. Christian Snellaert, Delft 1497. (Digitalisat)

Summula 1497 im Gesamtkatalog der Wiegendrucke (GW-Nummer 00214)
- Adam Magister (Hrsg.): Su[m]mula clarissimi iurisco[n]sultissimiq[ue] viri Raymu[n]di demu[m] revisa ac castigatissime correcta. brevissimo [com]pendio sacrame[n]toru[m] alta co[m]plectens mysteria ... Köln: Heinrich Quentell 1498 (Digitalisat, Stadtbibliothek Lübeck)

Summula 1498 im Gesamtkatalog der Wiegendrucke (GW-Nummer 00215)